# Oscar Plattner

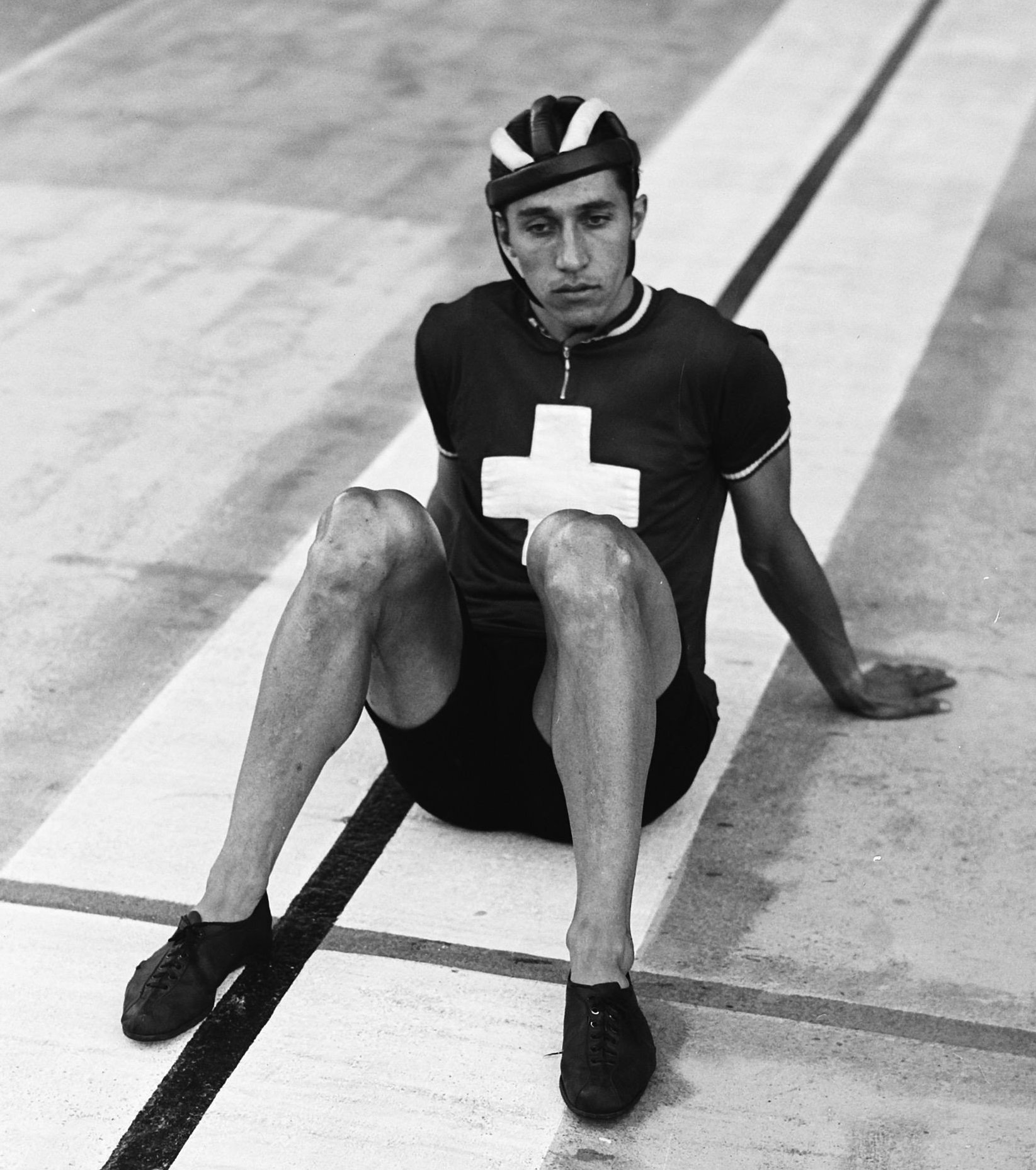
Oscar Plattner bei den Bahn-Weltmeisterschaften 1948 in Amsterdam

Oscar Plattner (* 17. Februar 1922 in Tschappina als Oskar Plattner; † 21. August 2002 in Zürich, heimatberechtigt in Tschappina und Thusis) war ein Schweizer Profi-Radrennfahrer. Er war ein Sprint-Spezialist auf der Bahn.

## Erfolge als Sportler

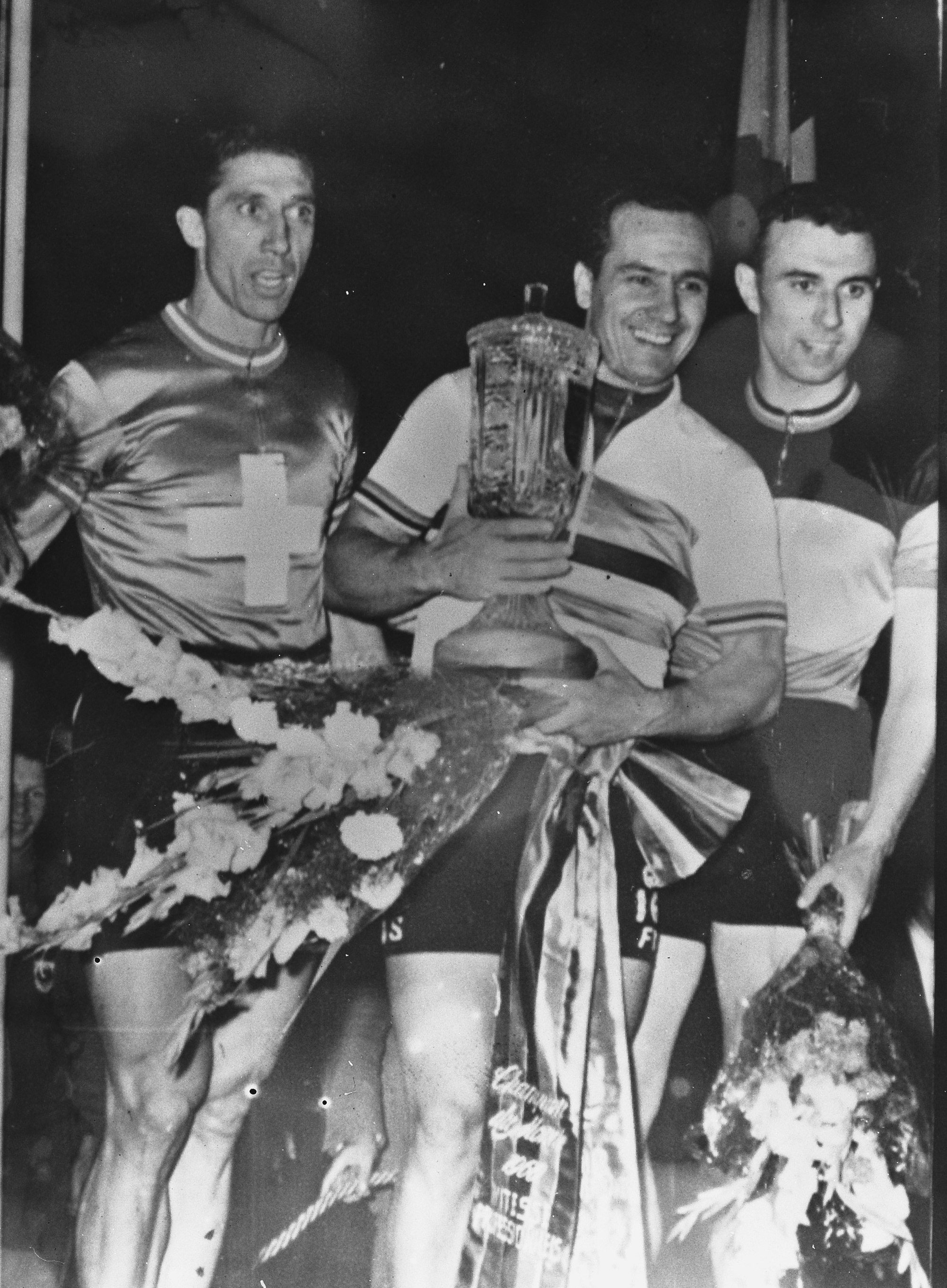
Oscar Plattner (links) mit Antonio Maspes und Jos De Bakker bei der Siegerehrung in der Sprint-Disziplin bei den Bahn-Weltmeisterschaften 1960 in Leipzig

Plattners Karriere begann 1940 mit dem Sieg im Anfängerrennen der Meisterschaft von Zürich. Er startete für den Verein RV Höngg. Insgesamt eroberte Plattner 21 Schweizer Meistertitel sowie sechs WM-Medaillen. Obwohl Plattner auch auf der Strasse Erfolge feiern konnte (so gewann er 1948 die Fernfahrt Zürich–Lausanne und 1957 die Kaistenberg-Rundfahrt), wandte er sich vor allem dem Bahnradsport zu. Auf Bitten von Ferdy Kübler fuhr er einmal ein Etappenrennen – die Tour de Romandie. Er schied nach vier Etappen aus.
Nachdem er im Winter 1953 von einer Wettkampfreise nach Australien zurückgekehrt war, vollzog er den endgültigen Wechsel auf die Bahn. Den Grand Prix de l’UCI in Paris gewann er 1945. Er gehörte nicht nur zu den weltbesten Sprintern, sondern gewann mit verschiedenen Partnern auch Sechstagerennen und stellte verschiedene Bahn- und Weltrekorde auf. Insgesamt fuhr er 85 Sechstagerennen.
Nachdem er am 25. August 1946 auf der offenen Rennbahn in Zürich-Oerlikon Amateur-Sprinterweltmeister geworden war, eroberte er 1952 in Paris den Titel der Berufsfahrer. Im Jahr darauf gewann Plattner den Sprint-Klassiker Grand Prix de Paris. Den Grand Prix d’Anvers gewann er 1956, den Grand Prix Kopenhagen 1959. 1955 und 1960 kam WM-Silber hinzu. 1955 gewann er den Grand Prix de Reims, einen der ältesten Wettkämpfe für Bahnsprinter in Frankreich. Bei den Wettkämpfen 1956 und 1962 gewann er auch noch die Bronzemedaille in der Sprint-Disziplin.

## Karriere als Trainer

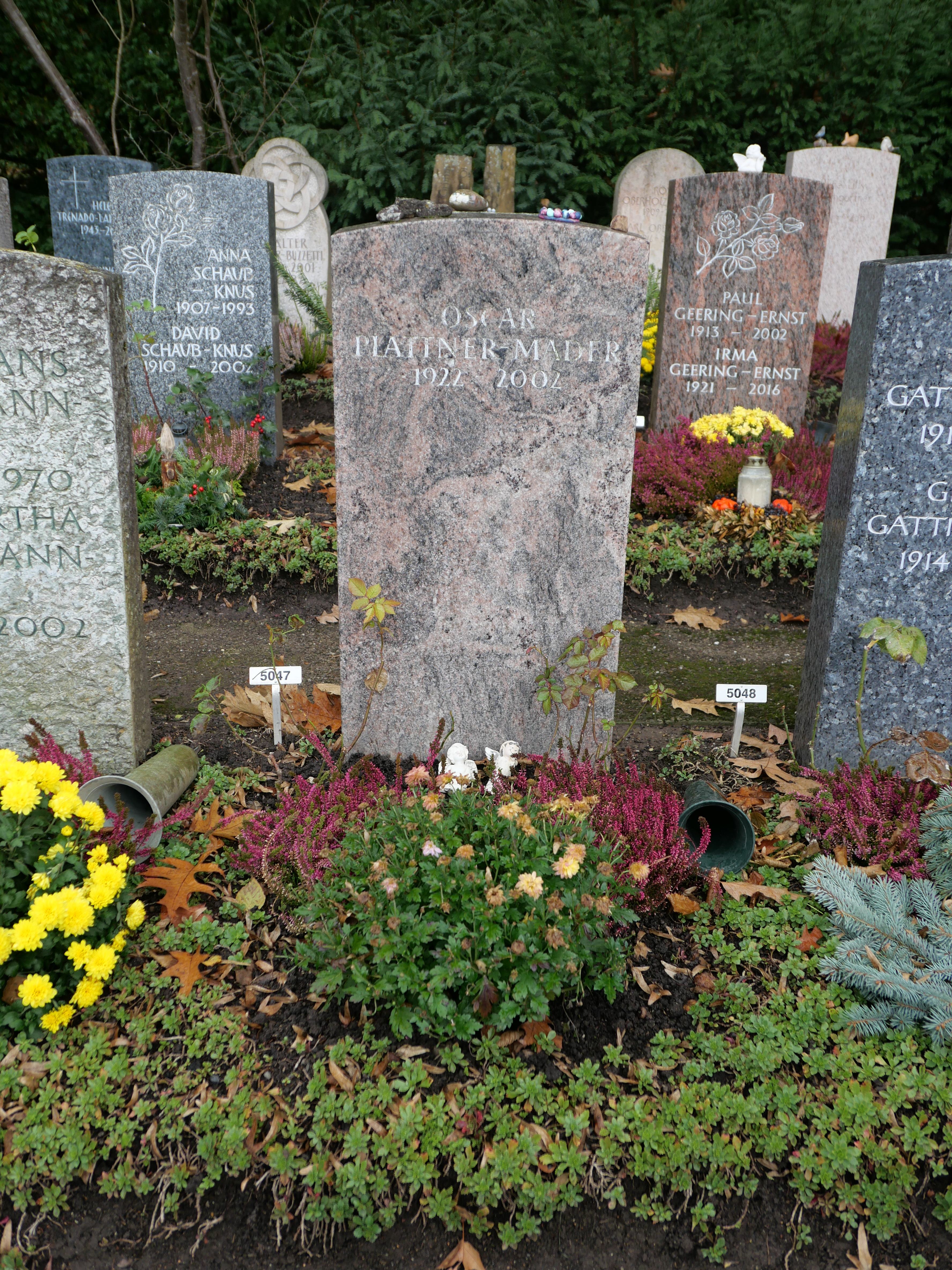
Plattners Grab.

Im Oktober 1964 beendete Plattner seine mehr als 25-jährige Aktivzeit und startete zu einer zweiten Karriere als Nationaltrainer, die er 1982 ebenso erfolgreich abschloss. Er war der erste hauptamtliche Nationaltrainer der Schweiz. In dieser Zeit bewegte Plattner in der Schweizer Radsportszene einiges und schuf Strukturen, von denen Swiss Cycling noch heute profitiert. Nicht zu vergessen sind die Gewinne der Olympia- und der WM-Medaillen, die ihm mit der Nationalmannschaft der Bahn- und Strassenfahrer gelangen, u. a. 1980 Olympiagold mit Robert Dill-Bundi und 1978 der WM-Titel mit Gilbert Glaus. Er war auch der Erfinder des Kilometer-Tests, eines Nachwuchs-Wettbewerbes auf der offenen Rennbahn Oerlikon. Aus dieser Talentschmiede sind u. a. Weltmeister Xaver Kurmann (Einerverfolgung), Weltmeister und Olympiasieger Robert Dill-Bundi (Verfolgung), sowie der mehrfache Weltmeister Urs Freuler (Punktefahren) hervorgegangen.
Er starb 80-jährig nach einer Krebserkrankung und fand auf dem Friedhof Hönggerberg seine letzte Ruhestätte.

## Berufliches
Plattner war gelernter Kaufmann.